# Darkness (Peter-Gabriel-Lied)
Darkness ist ein Lied des britischen Pop-Rock-Musikers Peter Gabriel aus dem Jahr 2002.

## Entstehung und Veröffentlichung
Die Erstveröffentlichung von Darkness  erfolgte am 23. September 2002 als Teil von Gabriels siebtem Studioalbum Up, dessen vierte Singleauskopplung es war. Am 2. August 2004 erschien das Lied als Single mit dem Engelspost remix (14:10), dem  Greed Meet Engelspost remix (10:53) und dem Engelspost radio edit (4:11). Zuvor wurde der Engelspost remix bereits als B-Seite von der Single-Veröffentlichung von „Burn You Up, Burn You Down“ verwendet.
Eine Live-Version wurde am 3. November 2003 in dem Konzertfilm Growing Up Live und am 8. Februar 2019 auf dem Livealbum Growing Up Live veröffentlicht. Das Lied wurde auch am 23. November 2003 bei einem exclusiven Konzert für Mitglieder von Peter Gabriels Full Moon Club in dem Big Room, dem größten Aufnahmeraum der Real World Studios live gespielt. Das Konzert wurde beginnend mit dem 24. April 2024 auf Gabriels Bandcamp-Kanal für die Abonnenten stückweise veröffentlicht, dabei fehlt jedoch Darkness. Am 27. Juni 2025 erschien die Aufnahme des Songs jedoch mit dem Livealbum In the Big Room allgemein zum Download und Streaming.
Eine Instrumentalversion von Darkness mit dem Titel Darker Star war in der 2004 in der zweiten Staffel der kanadische Science-Fiction-Fernsehserie Starhunter zu hören.
Am 10. Oktober 2011 veröffentlichte Gabriel den Song in einer orchestralen Fassung arrangiert von dem neuseeländischen Komponisten John Metcalfe auf seinem neunten Studioalbum New Blood. Diese Orchester-Version wurde am 26. September 2010 mit dem Streaming-Konzertfilm Live in Verona – Scratch My Back and Taking The Pulse und am 24. Oktober 2011 in dem Konzertfilm New Blood: Live in London veröffentlicht.
Der Engelspost Remix wurde erneut am 13. September 2019 auf dem Kompilations-Album Flotsam and Jetsam veröffentlicht.

## Hintergrund
Der Arbeitstitel für Darkness war House in the Woods. Es war auch einer der ersten Songs, die Gabriel für das Album Up fertigstellte. Als er die Reihenfolge der Musiktitel für Up festlegte, wollte Gabriel einen „unbequemen Track“, der das Album eröffnen sollte, und wählte schließlich Darkness, um diese Rolle zu erfüllen.

## Musik
Der Song beginnt mit einem 30-sekündigen Synthesizer-Intro, das perkussive Texturen mit melodischen Einsprengseln, einer Kick-Drum und Becken verwendet. In einem Interview mit der Musikzeitschrift Sound on Sound erklärte Gabriels Tontechniker Richard Chappell, dass diese Klänge von einem gespleißten Groove abgeleitet wurden, der durch ein Keyboard ausgelöst wurde, mehrere der Perkussion-Loops wurden von Mahut Dominique erstellt. Chappell sagte außerdem, dass einige Leute in Gabriels innerem Kreis Einwände gegen die Platzierung von Darkness als Eröffnungsstück des Albums hatten. Er behauptete auch, dass einige Hörer wegen des Songs versehentlich ihre HiFi-Lautsprecher kaputt gemacht hätten. Er fügte hinzu, dass der Song „so viel Kraft hatte und es eine lustige Idee zu sein schien, das ruhige Intro und dann den lauten Angriff zu haben“.
Das Intro wird durch das von Gabriel gemurmelte Wort „consequence“ eingeleitet, das von dem begleitet wird, was der Peter-Gabriel-Biograf Daryl Easlea als „Klangattacke“ bezeichnete, die an eine „Death-Metal-Platte“ und das Intro von King Crimsons „21st Century Schizoid Man“ erinnert. Chappell erklärte, dass der „aggressive laute Lärm“ durch die Verzerrung einer Conga-Trommel mit einem Lexicon JamMan-Effektgerät erreicht wurde. Eine von David Rhodes gespielte E-Gitarre und ein Schrei wurden ebenfalls darunter gelegt, um den Effekt noch zu verstärken. David Stopps, ein alter Freund Gabriels, bemerkte, dass der Song „wirklich kompromisslos“ war und dass er „an die Grenzen ging“, indem er ihn zum Eröffnungsstück des Albums machte.

„Es ist fast unerträglich, dem zuzuhören. Das kann man sich nicht anhören, man muss es ganz leise stellen, bevor man anfängt, sonst könnte man aus der Haut fahren, wenn das kommt - das ist nicht leicht zu hören, aber das ist typisch Peter.“

Die erste Strophe wird in Gabriels tiefer Stimmlage gesungen und handelt von den verschiedenen Ängsten, die ihn klein erscheinen lassen, angefangen bei seinem Unbehagen, im Meer zu schwimmen. In der zweiten Strophe geht der Song in einen lauteren Abschnitt über, der laut dem Autor Durrell Bowman „Gabriels höhere Stimme fast satanisch erscheinen lässt“. Gabriels verzerrter Gesang wurde mit einem Sansamp-Effektpedal mit einem Line-6-Audio-Plug-in bearbeitet, die während des Aufnahmeprozesses und nicht in der Produktionsphase eingesetzt wurden. Auf diese beiden Strophen folgen sanftere musikalische Passagen, in denen Gabriel in seiner normalen Stimmlage und ohne stimmliche Bearbeitung singt. Die ruhigere Instrumentierung setzt sich in der folgenden Bridge fort, in der der Text die Konfrontation mit den Ängsten des Erzählers thematisiert. Dieser Abschnitt erfüllt zusammen mit den zweimal wiederholten Endungen der Strophen die Funktion eines Refrains. Das Lied klingt mit der gleichen Instrumentierung wie das Intro aus, das von verarbeiteten Gesangsmurmeln und Beschwörungen begleitet wird.

## Inhalt und Bedeutung
Bei Darkness von Peter Gabriel handelt es sich um ein tiefgründiges und introspektives Lied, das sich mit den Ängsten und Unsicherheiten beschäftigt, die sich in der menschlichen Psyche abspielen. Die Strophen beschreiben die Zurückhaltung des Ich-Erzählers, sich dem Unbekannten zu stellen, und seine Angst, von außen untergraben oder manipuliert zu werden. Er fühlt sich verwundbar, klein und unbedeutend im Angesicht seiner Ängste und der Erinnerungen, die diese hervorrufen. Der Prechorus betont, dass der Ich-Erzähler sich weigert, von seinen Ängsten beherrscht zu werden. Er akzeptiert ihre Existenz, aber er lässt nicht zu, dass diese ihn beherrschen oder definieren. Der Refrain nimmt den Hörer mit auf eine metaphorische Reise tief in einen Wald, wo der Ich-Erzähler seinen tiefsten Ängsten gegenübersteht und feststellt, dass sie nicht so monströs sind, wie er selbst sie sich vorstellte. Tatsächlich scheint ihre Macht über ihn immer kleiner zu werden, wenn er ihnen direkt gegenübertritt. Die Bilder des Waldes, des Unterholzes und des Monsters auf dem Boden des Hauses in dem Wald schaffen eine lebendige Metapher einer Reise in das Selbst des Ich-Erzählers, wo er sich den dunklen und unbekannten Aspekten seiner Persönlichkeit stellen muss. Die wiederholte Zeile „Ich weine, bis ich lache“ („I cry until I laugh“) deutet darauf hin, dass das Konfrontieren seiner Ängste eine emotionale und kathartische Erfahrung sein kann, die zu innerer Heilung und Größe führt. Die zweite Strophe fügt eine weitere Schicht zu den Ängsten des Ich-Erzählers hinzu, als er Ängste bezüglich Sexualität und Intimität ausdrückt. Der Liedtext legt nahe, dass diese Ängste tief verwurzelt sein können und auf Kindheitserfahrungen oder -traumata zurückzuführen sein können. Insgesamt gesehen ist Darkness ein eindringliches und introspektives Lied, das die Tiefen menschlicher Angst und Verletzlichkeit und die Kraft des direkten Konfrontierens dieser Ängste erkundet. Es ermutigt die Zuhörer, ihre eigenen Ängste und Unsicherheiten aktiv anzugehen, um innere Heilung und Freiheit zu finden.

„Darkness trug den Titel House in the Woods und handelt von Angst. Bei mir selbst und bei anderen Menschen ist es die Angst, die einen davon abhält, Dinge zu tun, von denen man sehr viel profitieren könnte. Ich habe mir das also selbst angesehen. Es fühlt sich für mich eher wie ein Album an, das am Ende eines Buches endet und sich mehr mit dem Anfang und dem Ende des Lebens befasst als mit der Mitte des Lebens, daher die Anspielungen auf die Kindheit in diesem Song. Ich bin auf dieser Farm in der Nähe von Horsall Common aufgewachsen, wo die Marsmenschen in H.G. Wells' Krieg der Welten (The War of the Worlds) gelandet sind, aber es war ein ziemlich melancholischer Ort, um dort als Kind zu spielen, und da war diese Frau, die im Wald in einem Wohnwagen hockte, von dem man nie sagen konnte, ob er bewohnt war, aber wir haben von Zeit zu Zeit Geräusche gehört, und alle Fenster waren mit Zeitungspapier verhängt, so dass man nicht hineinsehen konnte, aber für unsere fünf-/sechsjährige Phantasie war sie eine Hexe und sehr unheimlich. Deshalb rannten wir immer ganz schnell weg, wenn wir den Weg an ihrem Wohnwagen vorbeikamen.“

## Mitwirkende
(Quellen:)

### Musiker
- Richard Chappell – Musikprogrammierung, Perkussion
- Mahut Dominique – Perkussion
- Peter Gabriel – Hauptgesang, Bösendorfer-Flügel, Sampling-Keys, Bass-Keys, MPC-Groove, Mutator, Lexicon JamMan
- The London Session Orchestra – Streicher
  - Geigen – Mark Berrow, Peter Hanson, Julian Leaper, Cathy Thompson, Rebecca Hirsh, Patrick Kiernan, Jackie Shave, Anthonia Fuchs, Gavin Wright, Chris Tombling, Jon Evan Johns, Boguslaw Kostecki
  - Viola – Robert Smissen, Peter Lale, Donald McVay, Roger Chase
  - Kontrabass – Chris Lawrence, Mary Scully
- Ged Lynch – Perkussion
- Manu Katché – Schlagzeug
- Tony Levin – Bassgitarre
- Dave Power – Schlagzeug
- David Rhodes – Gitarre
- Alex Swift – zusätzliche Musikprogrammierung

### Technisches Personal
- Marc Bessant – Cover-Design
- Tchad Blake – Mixing der Album-Version
- Richard Chappell – Tonaufnahme, Toningenieur
- Alan Coleman – Assistent der Tontechnik
- Tony Cousins – Mastering
- Susan Derges – Artwork, Fotografie, Cover-Fotografie
- Engelspost – Mixing der Single-Version
- Richard Evans – zusätzliche Tontechnik
- Ben Findlay – zusätzliche Tontechnik
- Adam Fuss – Artwork, Fotografie,
- Peter Gabriel – Liedtext, Komposition, Grafikdesign-Konzept, Produktion, Streicher-Arrangements
- Dilly Gent – Versuche und Koordination der Fotografie
- Paul Grady – Assistent des Mixings
- Will Gregory – Streicher-Arrangements
- Edel Griffith – Assistentin der Tontechnik
- Mike Large – Koordination
- Claire Lewis – Assistentin des Mixings
- Marco Migliari – Assistent des Mixings
- Susie Millns – Design
- Steve Osborne – Produktion
- Annie Parsons – Assistentin für Peter Gabriel
- Dan Roe – Assistent der Tontechnik
- Michael Thomas – Koordination
- Paul Thorel – Artwork, Fotografie
- Chris Treble – Assistent der Tontechnik

## Rezensionen
Andy Hermann, der für das US-amerikanische Online-Magazin PopMatters schrieb, hob das Intro des Songs hervor und sagte, dass es „den Hörer mit techno-industriellen Schreien und einem fast Led Zeppelin-artigen, stampfenden Backbeat angreift“. Er bezeichnete Darkness auch als einen der Songs auf Up, der so klang, als hätte es zehn Jahre gedauert, bis er fertig war. Scott Schindler von der US-amerikanischen Zeitschrift Entertainment Weekly hob Darkness als einen Song hervor, in dem Gabriel „seine psychischen Narben mit kathartischer Einsicht konfrontiert“. Peter Menocal von dem US-amerikanischen Online-Musikmagazin Kludge schrieb, der Song sei „ein rätselhafter Crawler, der den Hörer in die verführerischen Tiefen dieses schreienden Atlantis lockt. […] Der Song holt aus und erinnert in seiner Komposition fast an Trent Reznor. Gabriel flüstert gesprochene Worte, um dann in seine typische Ballade zu verfallen. Er verliert sich unter einer Schicht von Instrumenten, die zu sezieren ein Vergnügen ist.“
Der Autor Graeme Scarfe war der Meinung, dass Hörer, die eine Runderneuerung von So oder Us erwarteten, den Song wahrscheinlich als beunruhigend empfänden, und bezeichnete ihn als den am wenigsten zugänglichen Song auf Up. Alexis Petridis von der britischen Tageszeitung The Guardian kritisierte bestimmte Liedtexte, insbesondere die Zeile über „being mothered with my balls shut in the pen“.